# Championnat de Pologne de football 2016-2017
Navigation
Ekstraklasa 2015-16 Ekstraklasa 2017-18
La saison 2016-2017 du championnat de Pologne de football est la 91e saison de l'histoire de la compétition, la 83e sous l'appellation « Ekstraklasa » et la première sous le nom de « LOTTO Ekstraklasa » pour des raisons de parrainage avec la société polonaise de jeux de loterie qui le commercialise. Le premier championnat dans la hiérarchie du football polonais oppose seize clubs en deux séries de trente et sept rencontres, disputées pour la première selon le système aller-retour où les différentes équipes s'affrontent une fois par phase et pour la seconde en matches simples, chaque équipe affrontant une seule fois les autres clubs présents dans son groupe. La saison a commencé le 15 juillet 2016 et prendra fin le 4 juin 2017.
Les trois premières places de ce championnat sont qualificatives pour les compétitions européennes que sont la Ligue des champions et la Ligue Europa. Une quatrième place est attribuée au vainqueur de la coupe nationale.
L'Arka Gdynia et le Wisła Płock sont les deux clubs promus cette saison.
Le Legia Varsovie conserve son titre à l'issue de la saison.

## Clubs participants
| \| Arka Nieciecza Cracovia Górnik Ł. Jagiellonia Korona Lech Lechia Legia Piast Pogoń Ruch Śląsk Wisła Płock Zagłębie \| Localisation des clubs concernés. |
| Arka Nieciecza Cracovia Górnik Ł. Jagiellonia Korona Lech Lechia Legia Piast Pogoń Ruch Śląsk Wisła Płock Zagłębie                                         |

Seize clubs ont obtenu sportivement leur présence dans la compétition, après les éditions 2015-2016 du championnat de Pologne de première et deuxième division. Les deux promus sont l'Arka Gdynia, qui revient dans l'élite après cinq saisons en D2, et le Wisła Płock, qui n'y avait plus évolué depuis la saison 2006-2007.
| Club                  | Dernière montée | Budget (en M€) | 2015-2016 | Entraîneur          | Depuis | Stade                          | Capacité théorique |
| --------------------- | --------------- | -------------- | --------- | ------------------- | ------ | ------------------------------ | ------------------ |
| Arka Gdynia           | 2016            |                | 1er (D2)  | Grzegorz Niciński   | 2014   | Stade municipal de Gdynia      | 15 139             |
| Bruk-Bet Nieciecza    | 2015            |                | 13e       | Czesław Michniewicz | 2016   | Stade du Bruk-Bet Nieciecza    | 4 666              |
| Cracovia              | 2013            |                | 4e        | Jacek Zieliński     | 2015   | Stade Józef Piłsudski          | 15 016             |
| Górnik Łęczna         | 2014            |                | 14e       | Andrzej Rybarski    | 2016   | Arena Lublin                   | 15 400             |
| Jagiellonia Białystok | 2007            |                | 11e       | Michał Probierz     | 2014   | Stade municipal                | 22 386             |
| Korona Kielce         | 2009            |                | 12e       | Tomasz Wilman       | 2016   | Kolporter Arena                | 15 500             |
| Lech Poznań           | 2002            |                | 7e        | Jan Urban           | 2015   | Stade INEA                     | 41 609             |
| Lechia Gdańsk         | 2008            |                | 5e        | Piotr Nowak         | 2016   | Stade Energa                   | 42 105             |
| Legia Varsovie        | 1948            |                | 1er       | Besnik Hasi         | 2016   | Stade du maréchal J. Piłsudski | 31 103             |
| Piast Gliwice         | 2012            |                | 2e        | Jiří Neček          | 2016   | Stade municipal                | 10 037             |
| Pogoń Szczecin        | 2012            |                | 6e        | Kazimierz Moskal    | 2016   | Stade municipal                | 18 027             |
| Ruch Chorzów          | 2007            |                | 8e        | Waldemar Fornalik   | 2014   | Stade municipal                | 9 300              |
| Śląsk Wrocław         | 2008            |                | 10e       | Mariusz Rumak       | 2016   | Stade municipal                | 42 771             |
| Wisła Cracovie        | 1995            |                | 9e        | Dariusz Wdowczyk    | 2016   | Stade Henryk Reyman            | 33 326             |
| Wisła Płock           | 2016            |                | 2e (D2)   | Marcin Kaczmarek    | 2012   | Stade Kazimierz Górski         | 10 978             |
| Zagłębie Lubin        | 2015            |                | 3e        | Piotr Stokowiec     | 2014   | Stade du Zagłębie Lubin        | 16 076             |

Légende :
- Qualifié pour le deuxième tour de qualification de la Ligue des champions 2015-2016.
- Qualifié pour le deuxième tour de qualification de la Ligue Europa 2015-2016.
- Qualifié pour le premier tour de qualification de la Ligue Europa 2015-2016.
- Promu de I liga.

## Compétition

### Première phase

#### Règlement
Calcul des points :
- 3 points pour une victoire ;
- 1 point pour un match nul ;
- 0 point pour une défaite.

En cas d'égalité de points, les critères suivants sont appliqués :
- Points particuliers[Note 2] ;
- Différence de buts particulière ;
- Buts inscrits particuliers ;
- Différence de buts générale ;
- Nombre de buts marqués ;
- Classement du fair-play.

#### Classement général
Source : ekstraklasa.org
| Rang | Équipe                | Pts  | J  | G  | N  | P  | Bp | Bc | Diff |
| ---- | --------------------- | ---- | -- | -- | -- | -- | -- | -- | ---- |
| 1    | Jagiellonia Białystok | 59   | 30 | 18 | 5  | 7  | 56 | 31 | +25  |
| 2    | Legia Varsovie T      | 58   | 30 | 17 | 7  | 6  | 58 | 30 | +28  |
| 3    | Lech Poznań           | 55   | 30 | 16 | 7  | 7  | 50 | 22 | +28  |
| 4    | Lechia Gdańsk         | 53   | 30 | 16 | 5  | 9  | 46 | 37 | +9   |
| 5    | Wisła Cracovie        | 44   | 30 | 13 | 5  | 12 | 45 | 46 | -1   |
| 6    | Pogoń Szczecin        | 42   | 30 | 10 | 12 | 8  | 47 | 40 | +7   |
| 7    | Bruk-Bet Nieciecza    | 42   | 30 | 12 | 6  | 12 | 31 | 38 | -7   |
| 8    | Korona Kielce         | 39   | 30 | 12 | 3  | 15 | 39 | 55 | -16  |
| 9    | Wisła Płock P         | 39   | 30 | 10 | 9  | 11 | 42 | 44 | -2   |
| 10   | Zagłębie Lubin        | 39   | 30 | 10 | 9  | 11 | 37 | 36 | +1   |
| 11   | Śląsk Wrocław         | 34   | 30 | 8  | 10 | 12 | 34 | 45 | -11  |
| 12   | Arka Gdynia P         | 31   | 30 | 8  | 7  | 15 | 37 | 50 | -13  |
| 13   | Cracovia              | 31   | 30 | 6  | 13 | 11 | 38 | 43 | -5   |
| 14   | Ruch Chorzów          | 30-4 | 30 | 10 | 4  | 16 | 37 | 46 | -9   |
| 15   | Piast Gliwice         | 30   | 30 | 7  | 9  | 14 | 31 | 49 | -18  |
| 16   | Górnik Łęczna         | 30   | 30 | 7  | 9  | 14 | 36 | 52 | -16  |

Qualifications
- Qualification pour le « groupe titre »
- Qualification pour le « groupe relégation »

Abréviations
- T : Tenant du titre
- P : Promu de deuxième division
- -4 : Points de pénalité

1. ↑  Le Ruch Chorzów se voit retirer quatre points du fait de ses problèmes financiers[2].

#### Tableau des rencontres
| Résultats (▼dom., ►ext.)                                   | ARK | BNI | CRA | GŁĘ | JAG | KOR | LPO | LGD | LEG | PIA | POG | RUC | ŚLĄ | WSC | WSP | ZAG |
| Arka Gdynia                                                |     | 1-3 | 1-0 | 2-4 | 2-3 | 4-1 | 1-4 | 1-1 | 0-1 | 1-2 | 0-3 | 3-0 | 2-0 | 3-0 | 1-1 | 1-1 |
| Bruk-Bet Nieciecza                                         | 2-0 |     | 3-2 | 2-1 | 0-0 | 1-3 | 0-0 | 1-1 | 2-1 | 1-0 | 2-0 | 0-0 | 1-2 | 2-3 | 0-0 | 0-1 |
| Cracovia                                                   | 1-1 | 1-3 |     | 1-1 | 1-3 | 6-0 | 1-1 | 0-1 | 1-2 | 5-1 | 1-1 | 1-1 | 1-0 | 2-1 | 1-0 | 1-1 |
| Górnik Łęczna                                              | 0-0 | 3-0 | 0-0 |     | 0-2 | 4-0 | 1-2 | 1-2 | 1-0 | 1-0 | 2-2 | 0-4 | 0-3 | 3-1 | 2-3 | 0-1 |
| Jagiellonia Białystok                                      | 4-1 | 1-0 | 0-0 | 5-0 |     | 4-1 | 2-1 | 0-1 | 1-4 | 2-0 | 0-0 | 4-1 | 4-1 | 2-1 | 1-2 | 1-2 |
| Korona Kielce                                              | 1-0 | 0-1 | 3-0 | 2-1 | 1-2 |     | 4-1 | 2-0 | 2-4 | 1-1 | 4-1 | 1-0 | 1-2 | 1-0 | 4-2 | 2-1 |
| Lech Poznań                                                | 0-0 | 3-0 | 2-1 | 0-0 | 0-2 | 1-0 |     | 1-0 | 1-2 | 2-0 | 3-1 | 3-0 | 3-0 | 1-1 | 2-0 | 0-2 |
| Lechia Gdańsk                                              | 2-1 | 1-2 | 4-2 | 3-0 | 3-0 | 3-2 | 2-1 |     | 1-2 | 3-2 | 1-1 | 2-1 | 3-0 | 3-1 | 2-1 | 1-0 |
| Legia Varsovie                                             | 1-3 | 1-1 | 2-0 | 5-0 | 1-1 | 0-0 | 2-1 | 3-0 |     | 0-0 | 2-0 | 1-3 | 0-0 | 1-0 | 2-2 | 2-3 |
| Piast Gliwice                                              | 3-2 | 2-1 | 2-2 | 3-3 | 0-1 | 1-0 | 0-3 | 1-1 | 1-5 |     | 0-2 | 2-1 | 1-1 | 1-2 | 2-1 | 0-0 |
| Pogoń Szczecin                                             | 5-1 | 5-0 | 1-1 | 1-1 | 0-0 | 1-1 | 0-3 | 3-1 | 3-2 | 2-1 |     | 2-1 | 0-2 | 6-2 | 1-1 | 1-1 |
| Ruch Chorzów                                               | 1-2 | 0-1 | 0-1 | 2-1 | 1-2 | 4-0 | 0-5 | 2-1 | 0-2 | 0-0 | 1-2 |     | 2-0 | 1-0 | 2-2 | 1-2 |
| Śląsk Wrocław                                              | 0-2 | 1-2 | 2-2 | 2-2 | 0-4 | 3-4 | 0-0 | 0-0 | 0-4 | 3-4 | 1-1 | 1-2 |     | 1-0 | 0-0 | 2-1 |
| Wisła Cracovie                                             | 5-1 | 2-0 | 1-1 | 3-2 | 3-1 | 2-0 | 0-0 | 3-0 | 0-0 | 1-0 | 2-1 | 1-2 | 1-5 |     | 3-2 | 1-0 |
| Wisła Płock                                                | 0-0 | 1-0 | 4-1 | 1-2 | 1-0 | 1-2 | 0-3 | 2-1 | 2-3 | 0-0 | 2-0 | 4-3 | 1-1 | 2-3 |     | 2-1 |
| Zagłębie Lubin                                             | 1-0 | 2-0 | 1-1 | 0-0 | 3-4 | 4-0 | 0-3 | 1-2 | 1-3 | 2-1 | 1-1 | 0-1 | 1-1 | 2-2 | 1-2 |     |
| - Victoire à domicile - Match nul - Victoire à l'extérieur |     |     |     |     |     |     |     |     |     |     |     |     |     |     |     |     |

### Deuxième phase

#### Règlement
Le règlement reste majoritairement le même que lors de la première phase, le principal changement étant que le nombre de points obtenus lors de la première phase est à présent le principal critère de départage entre deux équipes à égalité. De plus les points obtenus par chaque équipe à l'issue de la première phase sont divisés par deux, arrondis à l'unité supérieure en cas de points impairs, à l'entrée de la deuxième phase.

#### Barrages de championnat

##### Classement général
Source : ekstraklasa.org
| Rang | Équipe                | Pts | J  | G  | N  | P  | Bp | Bc | Diff |
| ---- | --------------------- | --- | -- | -- | -- | -- | -- | -- | ---- |
| 1    | Legia Varsovie T      | 44  | 37 | 21 | 10 | 6  | 70 | 31 | +39  |
| 2    | Jagiellonia Białystok | 42  | 37 | 21 | 8  | 8  | 62 | 38 | +24  |
| 3    | Lech Poznań           | 42  | 37 | 20 | 9  | 8  | 62 | 29 | +33  |
| 4    | Lechia Gdańsk         | 42  | 37 | 20 | 8  | 9  | 57 | 37 | +20  |
| 5    | Korona Kielce         | 28  | 37 | 14 | 5  | 18 | 47 | 65 | -18  |
| 6    | Wisła Cracovie        | 26  | 37 | 14 | 6  | 17 | 54 | 57 | -3   |
| 7    | Pogoń Szczecin        | 25  | 37 | 11 | 13 | 13 | 51 | 54 | -3   |
| 8    | Bruk-Bet Nieciecza    | 25  | 37 | 13 | 7  | 17 | 35 | 55 | -20  |

Qualifications
- Qualification pour le deuxième tour de qualification de la Ligue des champions
- Qualification pour le premier tour de qualification de la Ligue Europa

Abréviations

##### Tableau des rencontres
| Résultats (▼dom., ►ext.)                                   | JAG | KOR | LPO | LGD | LEG | POG | WSC | BBN |
| Jagiellonia Białystok                                      |     |     | 2-2 |     | 0-0 | 1-0 | 2-0 |     |
| Korona Kielce                                              | 1-1 |     |     |     | 0-1 |     | 3-2 |     |
| Lech Poznań                                                |     | 3-2 |     | 0-0 |     | 2-0 | 2-1 |     |
| Lechia Gdańsk                                              | 4-0 | 0-0 |     |     |     | 4-0 |     | 2-0 |
| Legia Varsovie                                             |     |     | 2-0 | 0-0 |     |     | 1-1 | 6-0 |
| Pogoń Szczecin                                             |     | 3-0 | 0-2 |     |     |     |     | 1-1 |
| Wisła Cracovie                                             |     |     |     | 0-1 |     | 4-0 |     | 1-2 |
| Bruk-Bet Nieciecza                                         | 1-2 | 0-2 | 0-3 |     |     |     |     |     |
| - Victoire à domicile - Match nul - Victoire à l'extérieur |     |     |     |     |     |     |     |     |

#### Barrages de relégation

##### Classement général
Source : ekstraklasa.org
| Rang | Équipe          | Pts | J  | G  | N  | P  | Bp | Bc | Diff |
| ---- | --------------- | --- | -- | -- | -- | -- | -- | -- | ---- |
| 1    | Zagłębie Lubin  | 34  | 37 | 14 | 11 | 12 | 51 | 45 | +6   |
| 2    | Piast Gliwice   | 31  | 37 | 12 | 10 | 15 | 45 | 54 | -9   |
| 3    | Śląsk Wrocław   | 29  | 37 | 12 | 10 | 15 | 49 | 52 | -3   |
| 4    | Wisła Płock P   | 28  | 37 | 12 | 11 | 14 | 49 | 57 | -8   |
| 5    | Arka Gdynia P C | 24  | 37 | 10 | 9  | 18 | 44 | 60 | -16  |
| 6    | Cracovia        | 24  | 37 | 8  | 15 | 14 | 45 | 52 | -7   |
| 7    | Górnik Łęczna   | 22  | 37 | 9  | 10 | 18 | 47 | 63 | -16  |
| 8    | Ruch Chorzów    | 19  | 37 | 10 | 8  | 19 | 42 | 62 | -20  |

Qualifications
- Qualification pour le deuxième tour de qualification de la Ligue Europa
- Relégation en deuxième division

Abréviations
- P : Promu de deuxième division
- C : Vainqueur de la Coupe de Pologne

##### Tableau des rencontres
| Résultats (▼dom., ►ext.)                                   | CHO | CRA | GDY | GLI | LEC | LUB | PLO | WRO |
| Ruch Chorzów                                               |     |     |     | 0-3 | 2-2 | 1-1 |     |     |
| Cracovia                                                   | 2-0 |     | 2-0 | 0-1 |     |     |     |     |
| Arka Gdynia                                                | 1-1 |     |     | 1-1 | 1-0 |     | 0-1 |     |
| Piast Gliwice                                              |     |     |     |     | 2-1 |     | 4-0 | 2-0 |
| Górnik Łęczna                                              |     | 3-0 |     |     |     | 1-3 | 2-3 |     |
| Zagłębie Lubin                                             | 1-3 | 2-2 |     | 3-1 |     |     |     | 2-0 |
| Wisła Płock                                                | 1-1 | 1-1 |     |     |     | 1-2 |     | 0-3 |
| Śląsk Wrocław                                              | 6-0 | 2-0 | 4-1 |     | 0-2 |     |     |     |
| - Victoire à domicile - Match nul - Victoire à l'extérieur |     |     |     |     |     |     |     |     |

## Joueur du mois
Chaque mois, l'organisateur du championnat, Ekstraklasa SA, le journal sportif Przegląd Sportowy, les utilisateurs d'Onet.pl, le plus grand portail web du pays, le groupe de télévision nc+ et le sponsor Aztorin élisent le meilleur joueur de la ligue.

## Statistiques

### Meilleurs buteurs
18 buts
- Marcin Robak (Lech Poznań)
- Marco Paixão (Lechia Gdańsk)

13 buts
- Konstantin Vassiljev (Jagiellonia Białystok)

12 buts
- Fiodor Černych (Jagiellonia Białystok)
- Nemanja Nikolić (Legia Varsovie)
- Rafał Boguski (Wisła Kraków)
- Adam Frączczak (Pogoń Szczecin)
- Krzysztof Piątek (Zagłębie Lubin-  1, Cracovia - 11)

## Aspects financiers

### Sponsors
En juillet 2016, le championnat signe un contrat avec la société Totalizator Sportowy, du Trésor public polonais, qui le sponsorise par l'intermédiaire de sa marque Lotto, spécialisée dans les jeux de loterie. Ce contrat, d'une durée initiale d'un an, permet à Lotto – en plus de placer son nom dans le titre officiel du championnat et son image dans son logo – d'être présent sur le maillot de toutes les équipes ainsi que les panneaux publicitaires entourant le terrain, les stades et les infrastructures des clubs. Totalizator Sportowy était déjà l'un des partenaires de la ligue via son autre marque Keno, depuis juillet 2014.